# Julio César (serie de televisión)
Julio César (título original: Julius Caesar) es una miniserie de dos partes del año 2002 dirigida por Uli Edel y con Jeremy Sisto como protagonista principal. Relata la vida del político romano y general Julio César desde el 82 a. C. hasta su muerte en el 44 a. C.

## Argumentación
Es el año 82 a. C.. El joven Julio César es detenido en Roma por el dictador Sila. A petición de su madre Aurelia, César es liberado de la cárcel, pero luego debe huir debido a una nueva persecución. Pompeyo, el yerno y seguidor de Sila le ayuda. De camino a Nicomedes IV en Bitinia César es hecho prisionero por piratas en Creta, pero es liberado, cuando les pagan mucho dinero de rescate.
Mientras tanto Sila muere en Roma, por lo que César puede regresar. Él trae de Bitinia al esclavo Apolonio como profesor de su hija Julia. César comienza con la ayuda de Pompeyo a conseguir amigos y benefactores para así ganar popularidad entre el pueblo y los patricios. La mujer de César, que ya estaba gravemente enferma durante su ausencia, muere. Él hace en público una oración fúnebre por ella en la que promete mejorar Roma como ella también quiso.
Cuando los piratas de Roma bloquean el suministro de trigo, César convence al Senado de confiar a Pompeyo la solución del problema. Así le da las gracias por toda la ayuda que le prestó.
Años más tarde Pompeyo vuelve victorioso. No solo acabó con los piratas, sino que también acabó con una rebelión de esclavos, entre los cuales se encontraba Apolonio. César se ha convertido mientras tanto en cónsul. Julia y sus amigos Porcia y Marco, ambos hijos de Catón, así como Brutus han crecido.
César y Pompeyo hacen una alianza entre sí, César da la mano de su hija Julia a Pompeyo a cambio de 50.000 soldados para conquistar la Galia.
En grandes campañas César conquista sistemáticamente la Galia. Se encuentra con Vercingetorix, a quien César da la libertad por luchar valientemente. Este reúne más tarde un gran ejército galo, y se enfrenta a César. César consigue sitiarlo en Alesia. Después de un largo asedio Vercingetorix saca a todas las mujeres y niños de la ciudad, a fin de que César los sustente. Él no puede hacerlo por estar también sitiado por un ejército galo cada vez mayor y así mueren de hambre.
Poco después empieza la batalla, en la que los galos pierden, por lo que Vercingetorix se rinde ante César. Él recibe un mensaje de Calpurnia que Julia murió. También se entera de que Pompeyo se ha unido a Catón y que planea atacarlo, cuando se acerque a Roma. Por ello cruza el Rubicón y entra en Roma, que fue abandonada por sus enemigos. Es aclamado por el pueblo por su labor en la Galia y se convierte en Dictador y Cónsul de por vida.
César sigue a Pompeyo a Grecia, donde, no obstante, sólo encuentra a parte de su ejército, que él indulta. Pompeyo huye mientras tanto a Alejandría, donde es asesinado. César se entera de lo ocurrido cuando llega a Alejandría, donde comienza una aventura con Cleopatra. En Roma, mientras tanto se forjan planes para asesinar a César.
En el año 46 César vence a Catón en Útica, y éste se suicida. Cuando César llega a Roma le acompaña Cleopatra, ahora reina de Egipto con un hijo común. Entonces los enemigos de César, también Brutus, se convencen de que quiere ser rey y convertir a su hijo en su sucesor. Por ello en los Idus de Marzo de 44 a. C. César es asesinado.

## Reparto
- Jeremy Sisto - Julio César
- Richard Harris - Sila
- Christopher Walken: Catón
- Valeria Golino: Calpurnia
- Christopher Noth - Pompeyo
- Heino Ferch - Vercingetorix
- Tobias Moretti - Cassius
- Jay Rodan - Marcus Antonius
- Ian Duncan - Brutus
- Samuela Sardo - Cleopatra

## Producción
3,5 millones de dólares costaron la fiel réplica del Foro Romano. En total la producción costó 20 millones de dólares, con lo cual la miniserie se convirtió en una de las más caras producciones de televisión. Fue filmada en Bulgaria y Malta. Fue el último papel de Richard Harris, que murió poco después de que finalizase la película. Por ello se ve en los créditos finales "En Memoria de Richard Harris".

## Película y hechos históricos
Una gran cantidad de los hechos históricos en esa época fueron sacrificados en provecho de la dramatización de la miniserie:
- Al principio de la serie (ambientada en el año 82 a.c) se ve a la hija de César, Julia de 8 a 10 años de edad, cuando ella nació entre el año 76 a.c. a 82 a.c.
- La estructura estatal de Roma fue simplificada en provecho de la dramatización. También el ascenso de César fue muy simplificado.
- El "Primer Triunvirato",  la alianza, que César hizo con Pompeyo y Craso, no se menciona.[2]
- Sila no murió durante su mandato en Roma por una hemorragia, sino después de su abdicación en Puteoli en el año 78 a. C.
- Pompeyo y César nunca fueron al mismo tiempo cónsules.
- La estancia de César en Hispania, donde adquirió sus habilidades como general, se ignora totalmente.[3]
- Catón nació después de César y no antes, como se describe en la película.[4][5]
- Cleopatra se encontró con César disfrazada de esclava y escondida en un saco, porque su hermano no quería que se encontrase con César.
- Ni el hijo adoptivo de César, Octavio, ni Marco Licinio Craso, ni Cicerón aparecen.
- Tampoco se menciona la guerra civil entre los populares y los optimates, que causó la dictadura de Sila.[6]

## Premios
- Premios Emmy (2004): Una Nominación
- Premios Golden Reel (2004): Una Nominación
- Premios Golden Derby (2004): Ganador
- Premios WGA (2004): Una Nominación
- Premios American Cinema Editors (2004): Ganador